# MASwings
MASwings Sdn. Berhad, действующая как MASwings, — региональная авиакомпания Малайзии со штаб-квартирой в аэропорте города Мири (Саравак), полностью принадлежит национальному государственному авиаперевозчику Malaysia Airlines.
Главным транзитным узлом (хабом) авиакомпании является Международный аэропорт Мири, в качестве дополнительных хабов используются Международный аэропорт Кота-Кинабалу и Международный аэропорт Кучинг. Основная часть маршрутной сети авиакомпании сосредоточена на пунктах назначения в восточной части Малайзии.
Первый регулярный рейс MASwings был выполнен 1 октября 2007 года в юбилейный год национального перевозчика Malaysia Airlines.

## Флот
По состоянию на 6 февраля 2011 года воздушный флот авиакомпании MASwings составляли следующие самолёты:
| Тип самолёта                         | В эксплуатации | Заказано | Опцион | Пассажирских мест | Примечания                                                  |
| De Havilland Canada DHC-6 Twin Otter | 4              | 0        | 0      | 19                | 1 самолёт (9M-MDN) списан после грубой посадки в Бакелалане |
| ATR 72-500                           | 10             | 0        | 0      | 68                |                                                             |

9 ноября 2007 года авиакомпания сообщила о подписании Malaysia Airlines соглашения на поставку семи самолётов ATR 72-500 (три из который выделены в опцион), предназначенных для расширения маршрутной сети в Восточной части Малайзии. Первый лайнер поступил в распоряжение перевозчика в 2008 году, остальные шесть — в 2009-м и три самолёта по опциону были поставлены в MASwings в 2010 году.

## Маршрутная сеть
- Малайзия
  - Лабуан — Аэропорт Лабуан
  - Кота-Кинабалу — Международный аэропорт Кота-Кинабалу
  - Кудат — Аэропорт Кудат
  - Лахад-Дату — Аэропорт Лахад Дату
  - Сандакан — Аэропорт Сандакан
  - Тавау — Аэропорт Тавау
  - Бакелалан — Аэропорт Бакелалан
  - Барио — Аэропорт Барио
  - Бинтулу — Аэропорт Бинтулу

- - Кучинг — Международный аэропорт Кучинг
  - Лавас — Аэропорт Лавас
  - Лимбанг — Аэропорт Лимбанг
  - Лонг-Аках — Аэропорт Лонг-Аках
  - Лонг-Банга — Аэропорт Лонг-Банга
  - Лонг-Лелланг — Аэропорт Лонг-Лелланг
  - Лонг-Серидан — Аэропорт Лонг-Серидан
  - Маруди — Аэропорт Маруди
  - Мири — Международный аэропорт Мири хаб
  - Муках — Аэропорт Муках
  - Мулу — Аэропорт Мулу
  - Сибу — Аэропорт Сибу
  - Сарикеи — Аэропорт Сарикеи
- Бруней
  - Бандар-Сери-Бегаван — Международный аэропорт Брунея
- Индонезия
  - Понтианак — Аэропорт Супадио (маршрут на стадии утверждения).

## Авиапроисшествия и несчастные случаи
- 13 сентября 2008 года. Рейс 3540 Мири — Бакелалан с промежуточной посадкой в Лавасе, самолёт De Havilland Canada DHC-6 Twin Otter (регистрационный номер 9M-MDN). При заходе на посадку в конечном аэропорту назначения лайнер приземлился на рисовом поле в 10 метрах от взлётно-посадочной полосе и, проехав 768 метров по полю, практически развалился на части. На борту самолёта находилось 12 пассажиров и 2 члена экипажа, все остались в живых[4].